# سیاست در کلمبیا
سیاست کلمبیا در چهارچوب جمهوری، نظام ریاستی و دموکراسی نیابتی تعریف می‌شود، طبق آن رئیس‌جمهور کلمبیا هم رئیس دولت و هم رئیس کشور است، کلمبیا دارای نظام چند حزبی است. قوه مجریه به دست دولت اداره می‌شود. قوه مقننه توسط دولت و صحن کنگره، مجلس سنا و مجلس نمایندگان کلمبیا تضمین شده‌است. نظام دادگستری مستقل از قوه مقننه و قوه مجریه است.
واحد اطلاعات اکونومیست در سال ۲۰۱۹ کلمبیا را در رده دموکراسی ناقص طبقه‌بندی کرده‌است.

## اصلاحات قانون اساسی
قانون اساسی کنونی کلمبیا، در ۵ ژوئیه ۱۹۹۱ تصویب شد، در قانون اساسی قدرت زیادی به قوه قضاییه داده شد، با هدف اینکه تدارکی باشد برای معرفی کردن سیستم ترافعی که کاملاً جایگزین سیستم موجود یعنی کد ناپلئون شود. از دیگر اصلاحات مهم می‌توان به طلاق رسمی (بدون تأیید کلیسا)، دوملیتی بودن، انتخابات معاون رئیس‌جمهور، و انتخابات فرمانداران بخش. قانون اساسی حقوق پایه شهروندی را افزایش داد، از جمله «توتلا (به انگلیسی: tutela)»، که طبق آن اگر فردی احساس کند که حقوق اساسی او زیر پا گذاشته شده‌است، و هیچ راه حل حقوقی دیگری وجود ندارد، می‌تواند از دادگاه یک اقدام فوری درخواست کند.
دولت ملی دارای قوه مجریه، مقننه، و قضاییه مستقل است.

## قوه مجریه

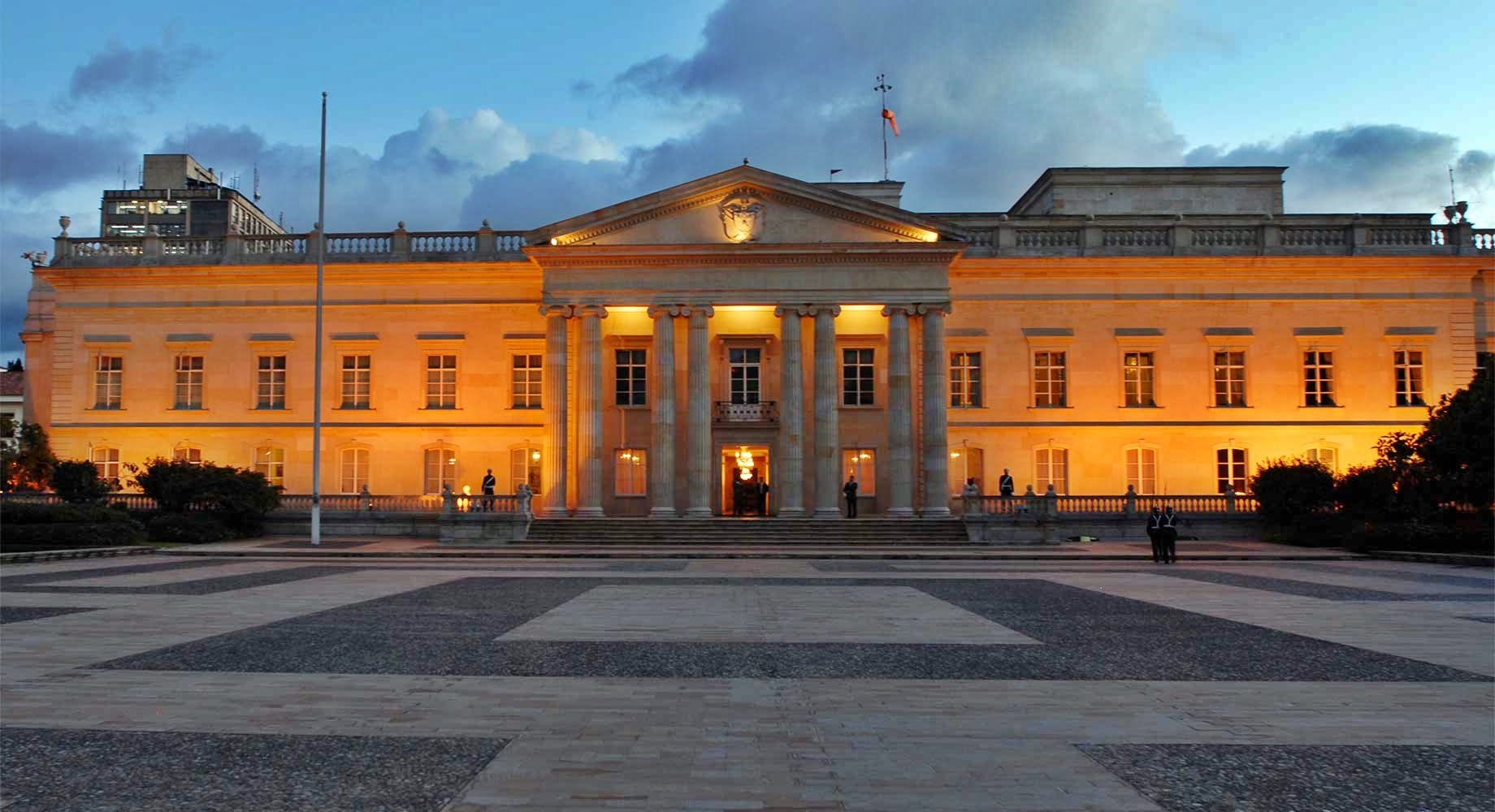
کاسا دل نارینو، مقر قوه مجریه.

رئیس‌جمهور برای یک دوره چهارساله انتخاب می‌شود. بین سال‌های ۲۰۰۵ تا ۲۰۱۵، رئیس‌جمهور می‌توانست برای دور دوم انتخابات نیز کاندید شود و دو دوره پشت سر هم رئیس‌جمهور شود. براساس قانون اساسی سال ۱۹۹۱ معاون رئیس‌جمهور نیز همراه با خود رئیس‌جمهور در انتخابات ریاست جمهوری و توسط مردم برگزیده می‌شود. طبق قانون، معاون رئیس‌جمهور در صورت استعفای رئیس‌جمهور، بیماری یا فوت وی بدون برگزاری انتخابات تا پایان دوره به مقام ریاست جمهوری می‌رسد.

## قوه مقننه

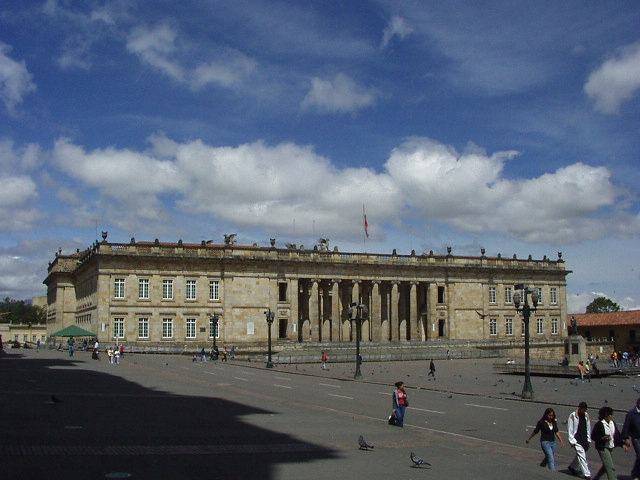
کنگره کلمبیا در بوگوتا

کنگره دو-مجلسی کلمبیا دارای ۱۰۸ عضو از مجلس سنای کلمبیا و ۱۷۲ عضو از مجلس نمایندگان کلمبیا است. سناتورها بر اساس رأی‌گیری سراسری انتخاب می‌شوند، در حالی که نمایندگان در رای‌گیری از بخش‌های مختلفی که در ۳۲ بخش ملی مستقر هستند، انتخاب می‌شوند. پایتخت کشور یک منطقه جدا محسوب می‌شود، درنتیجه مانند دیگر مناطق نماینده جداگانه ای انتخاب می‌شود. اعضا ممکن است به‌طور نامحدود مجدداً انتخاب شوند و برخلاف سیستم قبلی، هیچ نماینده کنگره جایگزینی وجود ندارد. کنگره دو بار در سال تشکیل جلسه می‌دهد و رئیس‌جمهور این قدرت را دارد که در صورت لزوم یک جلسه ویژه فوری ترتیب دهد.

## قوه قضاییه

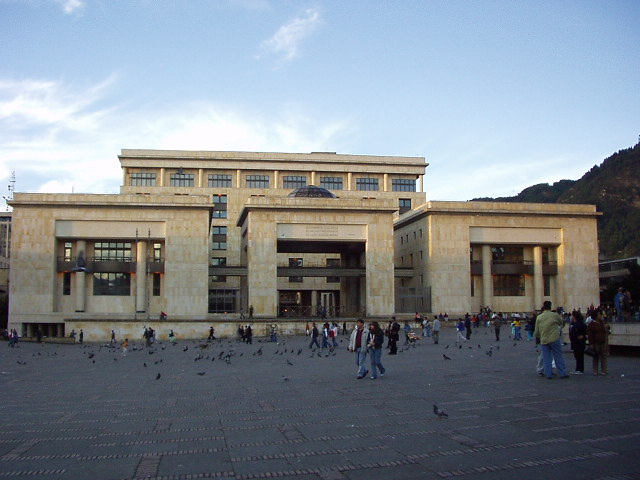
دادگاه عالی کلمبیا

قوه قضائیه مدنی یک شاخه جداگانه و مستقل از دولت است. دستورالعمل‌ها و ساختار کلی اجرای عدالت کلمبیا در قانون ۲۷۰ در ۷ مارس ۱۹۹۶ تعیین شده‌است. ساختار کلی قوه قضاییه از چهار حوزه قضایی مجزا (عادی، اداری، قانون اساسی، و ویژه) تشکیل شده‌است. عالی‌ترین ارگان‌های قضایی کلمبیا عبارتند از: دیوان عالی، شورای دولتی، دادگاه قانون اساسی و شورای عالی قضایی. اگرچه کلیه دادگاه‌های عالی از نظر فنی بر حوزه‌های قضایی جداگانه نظارت می‌کنند، اما دادگاه قانون اساسی دارای طیف وسیعی از نظارت قضایی است که غالباً به آن اجازه می‌دهد تا در مورد موضوعاتی که در حوزه‌های مختلف تحت نظارت هستند تصمیم‌گیری کرده و حتی در احکام سایر دادگاه‌های عالی به‌طور مستقیم قضاوت کند.

## مشارکت‌ها با سازمان‌های بین‌المللی

### جهانی[۹]
سازمان ملل متحد
- FAO
- IAEA
- ICAO
- ITUC
- IFAD
- ILO
- IMF
- IMO
- IOM
- ITU
- UNASUR
- UNCTAD
- UNESCO
- UNHCR
- UNIDO
- UPU
- WHO
- WIPO
- WMO
- WToO

بانک جهانی
- IDA
- IBRD
- IFC
- MIGA

غیره
- G-24
- G-77
- ICC
- ICCt
- ICRM
- فدراسیون بین‌المللی جمعیت‌های هلال احمر و صلیب سرخ
- سازمان آب‌نگاری بین‌المللی
- Interpol
- کمیته بین‌المللی المپیک
- ISO
- NAM
- سازمان منع سلاح‌های شیمیایی
- PCA
- WCO
- WFTU
- WTO
- OECD

### منطقه‌ای
- BCIE
- CAN
- CDB
- G-3
- IADB
- LAES
- LAIA
- بازار مشترک کشورهای آمریکای جنوبی (associate)
- OAS
- اوپانال
- RG